# NYHA-Klassifikation
Die NYHA-Klassifikation ist ein ursprünglich 1928 von der New York Heart Association veröffentlichtes Schema zur Einteilung von Herzkrankheiten nach ihrem Schweregrad. Am häufigsten wird sie zur Einteilung der Herzinsuffizienz in verschiedene Stadien entsprechend der Leistungsfähigkeit des Patienten verwendet. Daneben gibt es Anpassungen an andere Erkrankungen wie z. B. an die pulmonale Hypertonie und an die Angina pectoris.

## Stadieneinteilung
Verschiedene Versionen und Übersetzungen der NYHA-Klassifikation unterscheiden sich im Wortlaut geringfügig. Im deutschsprachigen Raum ist die u. a. 2005 in den Leitlinien der Deutschen Gesellschaft für Kardiologie verwendete Version am gebräuchlichsten:
| Stadium  | Definition |
| -------- | --- |
| NYHA I   | Herzerkrankung ohne körperliche Limitation. Alltägliche körperliche Belastung verursacht keine inadäquate Erschöpfung, Rhythmusstörungen, Luftnot oder Angina pectoris.                                                                              |
| NYHA II  | Herzerkrankung mit leichter Einschränkung der körperlichen Leistungsfähigkeit. Keine Beschwerden in Ruhe. Alltägliche körperliche Belastung verursacht Erschöpfung, Rhythmusstörungen, Luftnot oder Angina pectoris.                                 |
| NYHA III | Herzerkrankung mit höhergradiger Einschränkung der körperlichen Leistungsfähigkeit bereits bei leichter Tätigkeit. Keine Beschwerden in Ruhe. Geringe körperliche Belastung verursacht Erschöpfung, Rhythmusstörungen, Luftnot oder Angina pectoris. |
| NYHA IV  | Herzerkrankung mit Beschwerden bei allen körperlichen Aktivitäten und in Ruhe. Bettlägerigkeit. |

Die NYHA-Klassifikation liefert keine Hinweise auf die Ursache der kardialen Störung.
Die zur Beurteilung der Stadien herangezogenen Symptome beinhalten Atemnot (Dyspnoe), häufiges nächtliches Wasserlassen (Nykturie), Zyanose, allgemeine Schwäche und Müdigkeit, Angina Pectoris oder kalte Extremitäten.
Eine weitere Klassifikationsmöglichkeit von Herzerkrankungen ist die auf der Hämodynamik beruhende Forrester-Klassifikation.
In der Veterinärmedizin werden neben der NYHA auch die ISACHC-Klassifikation und die CHIEF-Klassifikation eingesetzt.

## Alternativer Wortlaut
Es ist zu beachten, dass eine Herzinsuffizienz auch durch Lungenkrankheiten, Leberkrankheiten und Nierenkrankheiten (kardiorenales Syndrom, Nonnenbruch-Syndrome) hervorgerufen werden kann. Luftnot ist kein objektives Maß für die Schwere einer Herzinsuffizienz. Außerdem sollte berücksichtigt werden, dass Luftnot bei großer Belastung auch bei den Gesündesten normal ist.

### Lehrbuch
Ein internistisches Lehrbuch nennt andere Begriffe:
- Grad I: Belastungstoleranz nicht herabgesetzt
- Grad II: Belastungstoleranz gering herabgesetzt
- Grad III: Belastungstoleranz deutlich herabgesetzt
- Grad IV: Belastungstoleranz hochgradig herabgesetzt

### Einfacher
Noch einfacher ist die historische Einteilung der Herzschwäche in vier Stadien nach Luftnot bei großer, mittlerer, kleiner und fehlender Belastung.

### Pschyrembel
- Grad I: Beschwerdefreiheit in Ruhe und unter Belastung
- Grad II: Beschwerden (Dyspnoe) und eingeschränkte Leistungsfähigkeit ab einer mittelschweren körperlichen Belastung
- Grad III: Beschwerden (Dyspnoe) und deutliche Leistungseinschränkung bereits bei geringer Belastung, jedoch noch Beschwerdefreiheit in Ruhe
- Grad IV: Beschwerden (Dyspnoe) bereits in Ruhe[3]

### Herold
Gerd Harald Herold orientiert sich an den amerikanischen Stadieneinteilungen (von der American Heart Association und vom American College of Cardiology):
- Grad I: Beschwerdefreiheit (unter Therapie), normale körperliche Belastbarkeit
- Grad II: Beschwerden bei stärkerer körperlicher Belastung (circa zwei Etagen Treppensteigen, ≈ > 1 bis 1,5 Watt pro Kilogramm Körpergewicht)
- Grad III: Beschwerden schon bei leichter körperlicher Belastung (circa bis eine Etage Treppensteigen, ≈ 1 Watt pro Kilogramm Körpergewicht)
- Grad IV: Beschwerden in Ruhe oder bei geringen Tätigkeiten (Sprechen, Zähneputzen)

### Kardiologisches Wörterbuch
Ein kardiologisches Wörterbuch erklärt ausführlicher:
- Grad I: Patienten mit Herzerkrankung, aber keine Limitation der physischen Aktivität. Normale physische Aktivität erzeugt keine Dyspnoe, keine Angina, Müdigkeit oder Palpitationen
- Grad II: Patienten mit geringer Limitation der physischen Aktivität. Sie sind beschwerdefrei in Ruhe und bei geringer Belastung. Sie werden symptomatisch nur bei vermehrter Belastung
- Grad III: Patienten mit deutlicher Einschränkung der physischen Aktivität. Sie sind in Ruhe beschwerdefrei, werden aber selbst bei geringer Aktivität symptomatisch
- Grad IV: Patienten, die keine physische Aktivität ohne Beschwerden ausführen können. Symptome der kardialen Insuffizienz oder Angina pectoris können selbst in Ruhe auftreten und verstärken sich bei Belastung

### Wörterbuch der Medizin
In der Deutschen Demokratischen Republik teilte man die Herzinsuffizienz wie folgt ein:
- Grad I: unspezifische Leistungseinschränkung bei objektiven Insuffizienzzeichen
- Grad II: Belastungsdyspnoe
- Grad III: Ruhedyspnoe
- Grad IV: Orthopnoe bis zum Lungenödem

Nach der Wende wurde aktualisiert:
- Stadium I: Keine Einschränkung der körperlichen Leistungsfähigkeit. Körperliche Belastung ruft weder Dyspnoe noch Angina pectoris oder Müdigkeit hervor.
- Stadium II: Leichte Einschränkung der körperlichen Leistungsfähigkeit. In Ruhe und unter leichten Belastungen keine Beschwerden. Symptome treten erste unter schweren Belastungen auf.
- Stadium III: Deutliche Einschränkungen der körperlichen Belastbarkeit. Unter Ruhe besteht Beschwerdefreiheit, bei geringer Belastung stellen sich Insuffizienzsymptome (vorwiegend Dyspnoe) ein.
- Stadium IV: Bereits in Ruhe bestehen Symptome der Herzinsuffizienz (Atemnot).

### Nach Harald Mellerowicz
Harald Mellerowicz gab 1979 auch noch die klinische Wertigkeit an, also die ergometrische Leistung bei maximaler Ergostase und hinsichtlich der beruflichen Belastbarkeit und Arbeitsfähigkeit:
- Grad I: Keine Einschränkung der körperlichen Arbeitsfähigkeit (gewohnte körperliche Betätigung). 125 bis 150 W
- Grad II: Geringgradige Einschränkung der körperlichen Arbeitsfähigkeit, Wohlbefinden in Ruhe und bei geringen Anstrengungen. 75 bis 100 W.
- Grad III: Deutliche Einschränkungen der körperlichen Arbeitsfähigkeit. Beschwerden schon bei geringen Graden gewohnter Tätigkeit. 25 bis 50 W.
- Grad IV: Keine körperliche Betätigung ohne Missempfindungen, Beschwerden meist schon in Ruhe. Nicht belastbar.